# 柴油发电机
柴油发电机是指以柴油等为燃料，以柴油机曲轴旋转来带动发电机转动发电的小型发电设备。发电机可以是直流发电机或交流发电机。直流发电机主要由发电机壳、磁极铁芯、磁场线圈、电枢和炭刷等组成。

## 构造
柴油发电机组一般由柴油机、发电机、控制箱、燃油箱、起动和控制用蓄电瓶、保护装置、应急柜等部件组成。

## 原理
发电机的磁极铁芯存在剩磁，当柴油机带动发电机电枢旋转时，电枢线圈在磁场中切割磁力线，根据电磁感应原理，产生电流并经炭刷输出。

## 用途
由于发电成本高于电网，柴油发电机用于电网达不到的场所的发电，或是各种家庭、办公室、大中小型企业日常发电以及应急发电。